# Abraham Giovanola

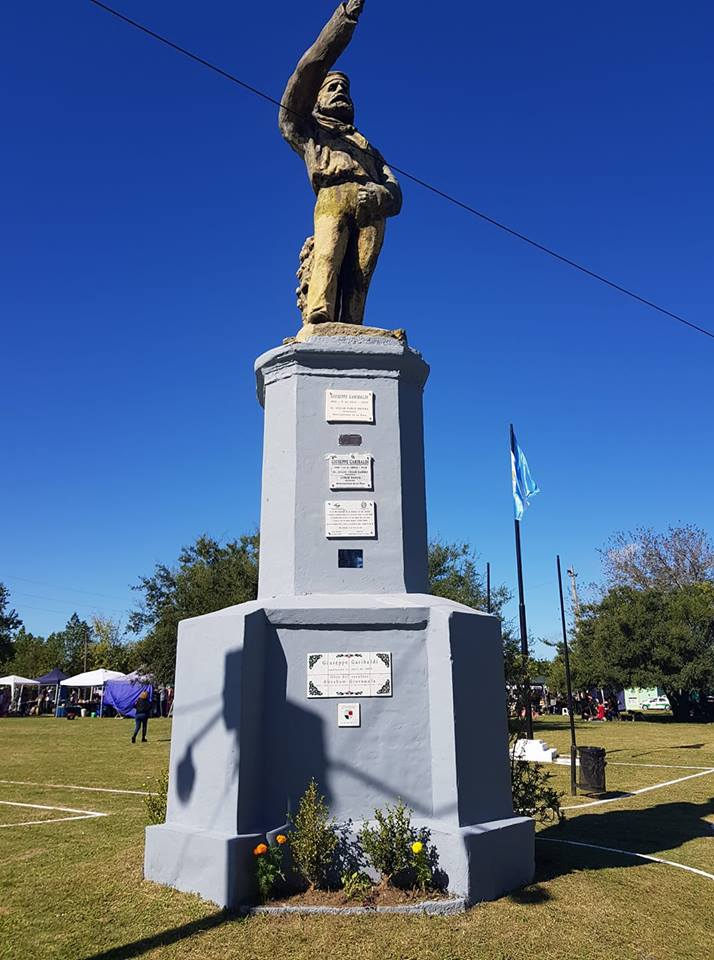
Estatua en homenaje a Garibaldi realizada en 1888, ubicada en Villa Garibaldi, a las afuera de La Plata.

Abramo Andrea Maria Giovanola, más conocido como Abraham Giovanola (Milán, 30 de noviembre de 1851 - La Plata, 20 de abril de 1921), fue un importante escultor italiano radicado en la ciudad de La Plata (Argentina). 

## Biografía
Abraham Giovanola nació en Milán el 30 de noviembre de 1851, y era el quinto hijo de once hermanos. Sus padres eran Gaetano Giovanola y Marianna Scarioni. Al crecer, estudió en una escuela de arte de Florencia, y luego se casó con Cecilia Denaro, radicándose en Génova, donde nacieron tres de sus hijos.
El 21 de diciembre de 1887, motivado por una invitación para mudarse a la recientemente fundada ciudad de La Plata se mudó a dicha ciudad, constituyendo uno de los primeros habitantes italianos de la nueva capital provincial. Allí se radicaron en el centro de la ciudad, en la calle 50 entre 10 y 11, donde instaló un taller de escultura.

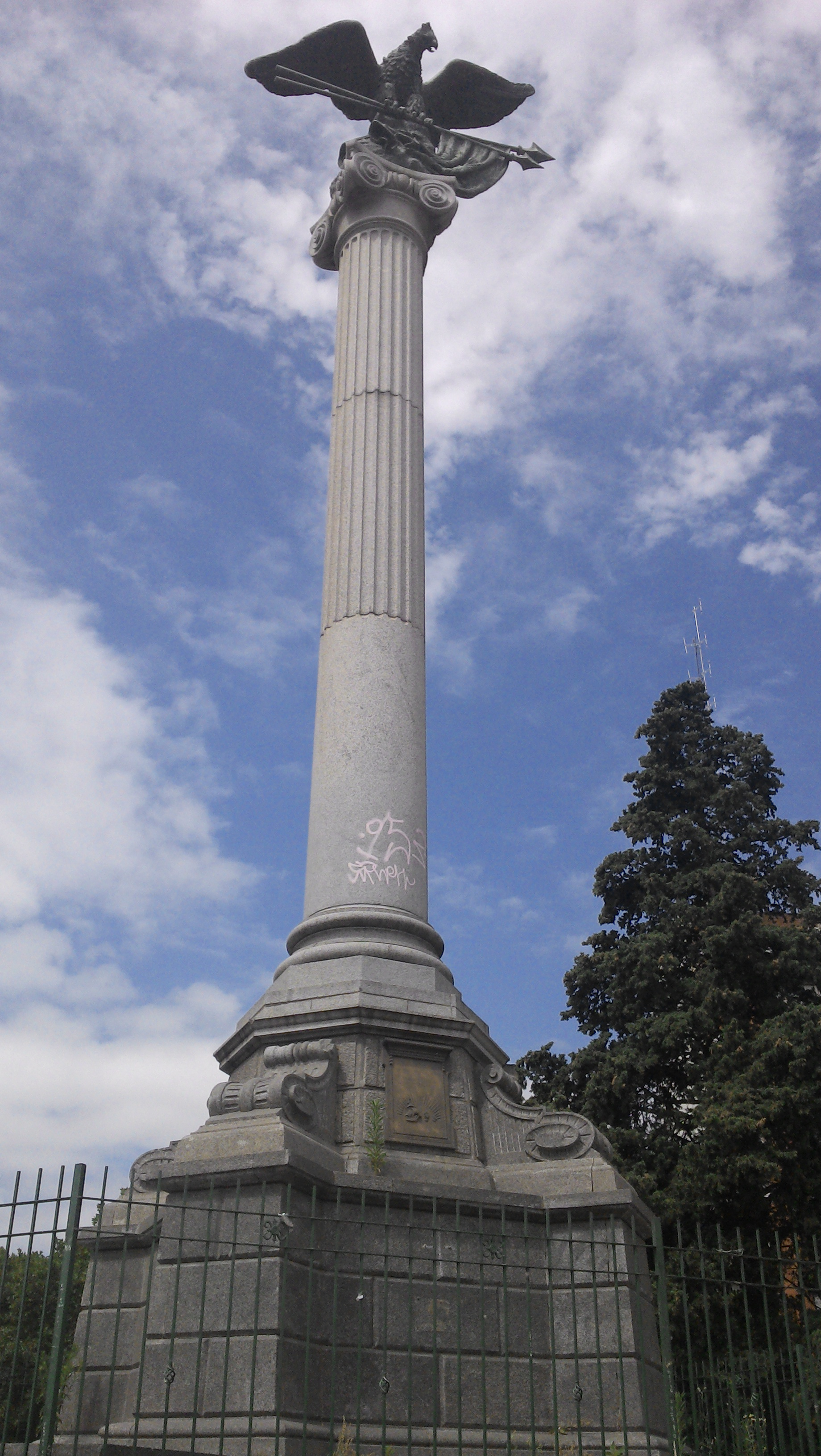
Monumento Alla Fratellanza, coronada con el águila de bronce de Abraham Giovanola.

Se dedico a realizar obras dentro de un estilo monumentalista clásico, creando gran cantidad de obras que eran colocadas en espacios públicos, sobre todo en la ciudad de La Plata. Entre ella se puede mencionar el Monumento a Giuseppe Garibaldi inaugurado el 2 de abril de 1888 en Villa Garibaldi, en las afueras de la ciudad de La Plata. Se destaca también el Monumento Alla Fratellanza (monumento a la hermandad) de 1917, ubicado en Plaza Italia, el cual se trata de una columna de granito, con capitel jónico, coronando su cima la figura de un águila de bronce que transporta las banderas argentina e italiana y constituye un símbolo de la fraternidad de estas dos naciones. Otras obras se encuentran en el Asilo Marín, en el Zoológico de La Plata (robada en 1994), en las plazas San Martín y Moreno y en el Pasaje Dardo Rocha.
Ejerció la docencia, siendo fundador en 1898 de una Academia de Bellas Artes, en la que se enseñaba escultura, pintura, decoración, talla en madera, litografía, dibujo y caligrafía. También dio clases en el Centro de Bellas Artes, recibiendo en 1908 una medalla por su trayectoria docente.
Falleció en La Plata el 20 de abril de 1921 debido a un cáncer de garganta. Su cuerpo se halla enterrado en el Cementerio de La Plata, en el altar de la bóveda que construyó su hijo Francisco, quien también se dedicó a la escultura.